# Genoa Cricket and Football Club 1913-1914
Questa voce raccoglie le informazioni riguardanti il Genoa Cricket and Football Club nelle competizioni ufficiali della stagione 1913-1914.

## Stagione
Il neo-presidente Geo Davidson dà il via a una munifica campagna acquisti, spendendo più di 30 000 lire per l'ingaggio di nuovi giocatori. Tra essi spiccano il milanista Renzo De Vecchi e il trio ingaggiato dai rivali cittadini dell'Andrea Doria: Attilio Fresia, Aristodemo Santamaria ed Enrico Sardi.
Tre di questi acquisti però non scenderanno mai in campo durante l'annata: Fresia venne ceduto durante l'estate al Reading mentre Santamaria e Sardi furono squalificati per una stagione per professionismo. La società per la vicenda che vide coinvolta i due giocatori rischiò la radiazione, evitata grazie alla prova dell'ex presidente Edoardo Pasteur come avvocato difensore.
La stagione è giocata su ottimi livelli e viene conclusa al secondo posto della classifica finale a soli due punti dal Casale campione.
Il Genoa difese per la quarta volta la Coppa Lombardia, sconfiggendo la Pro Vercelli.

## Divise
La maglia per le partite casalinghe presentava i colori attuali (anche se la dicitura ufficiale era rosso granato e blu) ma a differenza di oggi il blu era posizionato a destra.
La seconda maglia era la classica maglia bianca con le due strisce orizzontali rosso-blu sormontate dallo stemma cittadino.

## Organigramma societario
Area direttiva
- Presidente: George Davidson

Area tecnica
- Allenatore: William Garbutt

## Rosa
| N. |                     | Ruolo | Calciatore       |
| -- | ------------------- | ----- | ---------------- |
|    | Italia (bandiera)   | P     | Francesco Costa  |
|    | Italia (bandiera)   | P     | Carlo Pulvirenti |
|    | Italia (bandiera)   | P     | Eugenio Puppo    |
|    | Italia (bandiera)   | P     | Giacomo Rolla    |
|    | Svizzera (bandiera) | P     | Maxime Surdez    |
|    | Italia (bandiera)   | D     | Italo Brughera   |
|    | Italia (bandiera)   | D     | Claudio Casanova |
|    | Italia (bandiera)   | D     | Renzo De Vecchi  |
|    | Italia (bandiera)   | D     | Ruggero Maineri  |
|    | Svizzera (bandiera) | C     | Eduard Bauer     |
|    | Italia (bandiera)   | C     | Luigi Benvenuto  |
|    | Italia (bandiera)   | C     | Felice Crocco    |
|    | Italia (bandiera)   | C     | Angelo Dellacasa |
|    | Italia (bandiera)   | C     | Ettore Leale     |

| N. |                        | Ruolo | Calciatore                 |
| -- | ---------------------- | ----- | -------------------------- |
|    | Italia (bandiera)      | C     | Alessandro Magni           |
|    | Italia (bandiera)      | C     | Pietro Pella               |
|    | Italia (bandiera)      | C     | Enrico Sardi               |
|    | Germania (bandiera)    | C     | Hans Schmidt               |
|    | Italia (bandiera)      | C     | Giovanni Battista Traverso |
|    | Italia (bandiera)      | A     | Franco Campodonico         |
|    | Italia (bandiera)      | A     | Giulio Crocco              |
|    | Italia (bandiera)      | A     | Ernesto Crocco             |
|    | Italia (bandiera)      | A     | Attilio Fresia             |
|    | Inghilterra (bandiera) | A     | John Grant                 |
|    | Italia (bandiera)      | A     | Edoardo Mariani            |
|    | Italia (bandiera)      | A     | Giovanni Battista Piano    |
|    | Italia (bandiera)      | A     | Aristodemo Santamaria      |
|    | Inghilterra (bandiera) | A     | Percy Walsingham           |

## Calciomercato
| Acquisti | Acquisti                   | Acquisti       | Acquisti                                           |
| R.       | Nome                       | da             | Modalità                                           |
| -------- | -------------------------- | -------------- | -------------------------------------------------- |
| C        | Franco Campodonico         | Liguria        |                                                    |
| P        | Francesco Costa            | Libero         |                                                    |
| A        | Ernesto Crocco             | Genoa II       |                                                    |
| D        | Renzo De Vecchi            | Milan          | 24.000 Lire al giocatore                           |
| A        | Attilio Fresia             | Andrea Doria   | 400 Lire al giocatore                              |
| C        | Pietro Pella               | Libero         |                                                    |
| A        | Giovanni Battista Piano    | Italia Genova  |                                                    |
| P        | Carlo Pulvirenti           | Genoa II       |                                                    |
| A        | Aristodemo Santamaria      | Andrea Doria   | 3.000 Lire versate a lui e a Enrico Sardi          |
| C        | Enrico Sardi               | Andrea Doria   | 3.000 Lire versate a lui e a Aristodemo Santamaria |
| C        | Hans Schmidt               | Greuther Fürth |                                                    |
| C        | Giovanni Battista Traverso | Liguria        |                                                    |

| Cessioni | Cessioni              | Cessioni    | Cessioni |
| R.       | Nome                  | a           | Modalità |
| -------- | --------------------- | ----------- | -------- |
| A        | Davis                 | ?           |          |
| D        | Carlo De Albertis     | Libero      |          |
| A        | Luigi Du Jardin       | Libero      |          |
| C        | Hector John Eastwood  | Naples      |          |
| A        | Attilio Fresia        | Reading     | 17 £     |
| C        | William Mc Pherson    | Spezia      |          |
| C        | Alfred James Mitchell | Libero      |          |
| C        | George Arthur Smith   | Alessandria |          |
| D        | Emilio Storace        | Libero      |          |

## Risultati

### Prima Categoria[8]

#### Eliminatorie (Piemonte-Liguria)
| Arbitro: | Resegotti (Milano) |

|                  |           |                      |
| Walsingham Bauer | Marcatori | Mosso III Debernardi |

| Arbitro: | Resegotti (Milano) |

|  |           |            |
|  | Marcatori | Walsingham |

| Arbitro: | Varetto (Torino) |

|                        |           |                                            |
| Bonelli Gaby ?’ (rig.) | Marcatori | Grant Dellacasa ?’ (aut.) Gherso Crocco II |

| Arbitro: | Laugeri (Torino) |

|            |           |  |
| Walsingham | Marcatori |  |

| Arbitro: | Armano (Torino) |

|         |           |                 |
| Soldano | Marcatori | Dellacasa Bauer |

| Arbitro: | Hess (Torino) |

|       |           |                            |
| Ricci | Marcatori | ?’ (rig.) Grant Walsingham |

| Vercelli 30 novembre 1913 | Pro Vercelli     | 0 – 0 | Genoa | Conte di Torino\| Arbitro: \| Laugeri (Torino) \| |
| Arbitro:                  | Laugeri (Torino) |       |       |                                                   |

| Arbitro: | Resegotti (Milano) |

|               |           |  |
| Varese Mattea | Marcatori |  |

| Arbitro: | Ambrosini (Bologna) |

|       |           |       |
| Hurni | Marcatori | Grant |

| Arbitro: | Pedroni (Milano) |

|              |           |                            |
| Mosso III 4’ | Marcatori | 30’ Grant 87’ (rig.) Grant |

| Arbitro: | Rangone (Alessandria) |

|                  |           |  |
| Grant Walsingham | Marcatori |  |

| Arbitro: | Laugeri (Torino) |

|                              |           |                   |
| Magni Benvenuto Walsingham ? | Marcatori | ?’ (rig.) Bonello |

| Arbitro: | Mauro (Milano) |

|          |           |                                         |
| Stella ? | Marcatori | Walsingham Benvenuto Crocco I Crocco II |

| Arbitro: | Varetto (Torino) |

|                                 |           |     |
| Benvenuto Campodonico Crocco II | Marcatori | May |

| Arbitro: | Scamoni (Torino) |

|                            |           |  |
| Grant Walsingham Crocco II | Marcatori |  |

| Arbitro: | Mauro (Milano) |

|           |           |  |
| 59’ Grant | Marcatori |  |

| Arbitro: | Laugeri (Torino) |

|                                                        |           |               |
| Grant 13’ Benvenuto 45’ Campodonico 56’, 90’ Magni 61’ | Marcatori | Mattea Varese |

| Arbitro: | Scamoni (Torino) |

|               |           |       |
| Campodonico ? | Marcatori | Hurni |

#### Girone finale
| Arbitro: | Meazza (Milano) |

|       |           |               |
| Grant | Marcatori | Varese Mattea |

| Arbitro: | Laugeri (Torino) |

|                        |           |  |
| Walsingham Campodonico | Marcatori |  |

| Arbitro: | Laugeri (Torino) |

|                   |           |           |
| Crotti Cevenini I | Marcatori | Crocco II |

| Arbitro: | Cattaneo (Milano) |

|                 |           |  |
| Crocco II Grant | Marcatori |  |

| Arbitro: | Colombo G. o E. ? (Milano) |

|                                 |           |                                 |
| Bona 85’ (rig.) Boglietti I 88’ | Marcatori | 35’, 66’, 86’ Grant 82’ Mariani |

| Arbitro: | Scamoni (Torino) |

|                       |           |  |
| Gallina II Bertinotti | Marcatori |  |

| Arbitro: | Resegotti (Milano) |

|         |           |                       |
| Germani | Marcatori | Campodonico Benvenuto |

| Arbitro: | Laugeri (Torino) |

|       |           |            |
| Grant | Marcatori | Cevenini I |

| Brescia 7 giugno 1914 | Vicenza | 0 – 2 | Genoa |  |

| Arbitro: | Pedroni (Milano) |

|                                      |           |             |
| Benvenuto Walsingham Grant Crocco II | Marcatori | Boglietti I |

## Statistiche

### Statistiche di squadra
| Competizione    | Punti | In casa | In casa | In casa | In casa | In casa | In casa | In trasferta | In trasferta | In trasferta | In trasferta | In trasferta | In trasferta | Totale | Totale | Totale | Totale | Totale | Totale | DR  |
| Competizione    | Punti | G       | V       | N       | P       | Gf      | Gs      | G            | V            | N            | P            | Gf           | Gs           | G      | V      | N      | P      | Gf     | Gs     | DR  |
| --------------- | ----- | ------- | ------- | ------- | ------- | ------- | ------- | ------------ | ------------ | ------------ | ------------ | ------------ | ------------ | ------ | ------ | ------ | ------ | ------ | ------ | --- |
| Prima Categoria | 45    | 14      | 11      | 2       | 1       | 37      | 12      | 14           | 9            | 3            | 2            | 34           | 18           | 28     | 20     | 5      | 3      | 71     | 30     | +41 |

### Statistiche dei giocatori
| Giocatore      | Prima Categoria | Prima Categoria |
| Giocatore      | Presenze        | Reti            |
| -------------- | --------------- | --------------- |
| E. Bauer       | 6               | 1               |
| L. Benvenuto   | 0               | 0               |
| I. Brughera    | 2               | 0               |
| F. Campodonico | 15              | 6               |
| C. Casanova    | 25              | 0               |
| F. Costa       | 4               | 0               |
| F. Crocco      | ?               | 1               |
| G. Crocco      | ?               | 10              |
| A. Dellacasa   | ?               | 2               |
| R. De Vecchi   | 27              | 2               |
| J. Grant       | 20              | 22              |
| E. Leale       | 1               | 0               |
| A. Magni       | 27              | 0               |
| R. Maineri     | ?               | 0               |
| E. Mariani     | 27              | 2               |
| P. Pella       | ?               | 0               |
| G. B. Piano    | 1               | 0               |
| C. Pulvirenti  | 1               | 0               |
| E. Puppo       | 2               | 0               |
| G. Rolla       | 12              | 0               |
| A. Santamaria  | 0               | 0               |
| E. Sardi       | 0               | 0               |
| H. Schmidt     | 3               | 0               |
| M. Surdez      | ?               | 0               |
| G. B. Traverso | ?               | 0               |
| P. Walsingham  | ?               | 13              |